# Cinnyris congensis
Beija-flor-congolês ou nectarínia-do-congo (Cinnyris congensis) é uma espécie de ave da família Nectariniidae.
Pode ser encontrada nos seguintes países: República do Congo e República Democrática do Congo.